# Pokrovske (raïon de Mykolaïv)
Pokrovske (Pokrovski Khutory) (en ukrainien : Покровське) est un village du raïon de Mykolaïv, dans l'oblast de Mykolaïv, en Ukraine. Sa population est de 177 personnes.

## Géographie

### Localisation
Le village se situe sur la rive sud du golfe Borysthénique, à l'extrémité occidentale de la péninsule de Kinbourn, et est relié au continent par une longue et étroite bande de sable.

### Transports
Pokrovka et Mykolaïv sont accessibles en bus, Otchakiv est accessible en bateau. Depuis l'été 2017, il est possible de s'y rendre avec un hydroptère Raketa (en) depuis Mykolaïv et Kherson.

## Politique et administration
L'ancien organe de l'autonomie locale était le conseil du village de Pokrovska (uk).